# 県道109号 (台湾)
県道109号（けんどう109ごう）は、台北市南港区から新北市深坑区中興橋を結ぶ、全長2.791kmの台湾の県道である。

## 通過する自治体
- 台北市
  - 南港区
- 新北市
  - 深坑区

## 接続する道路
- 台5線
- 国道3号（インターチェンジ）
- 市道106号

## 施設
- 中央研究院
- 世新大學附設世新會館

## 深南路
深南路は、深坑区と南港区を結ぶ主要道路であり、それぞれの地名の頭文字からとった県道109号の一部の路線名である。
- 起点:県道106号
- 終点:区境付近
- 幅員:20m